# RON Lidzbark Warmiński
RON Lidzbark Warmiński – Radiofoniczny Ośrodek Nadawczy Lidzbark Warmiński, maszt radiowy o wysokości 83 metrów.

## Parametry[1]
- Wysokość posadowienia podpory anteny: 89 m n.p.m.
- Wysokość zawieszenia systemów antenowych: Radio: 74 m n.p.t.

## Nadawane programy

### Programy radiowe
| LP | Program      | Właściciel                                            | Częstotliwość | Moc transmisji |
| -- | ------------ | ----------------------------------------------------- | ------------- | -------------- |
| 1  | Radio Maryja | Prowincja Warszawska Zgromadzenia O.O. Redemptorystów | 106,2 MHz     | 10 kW          |

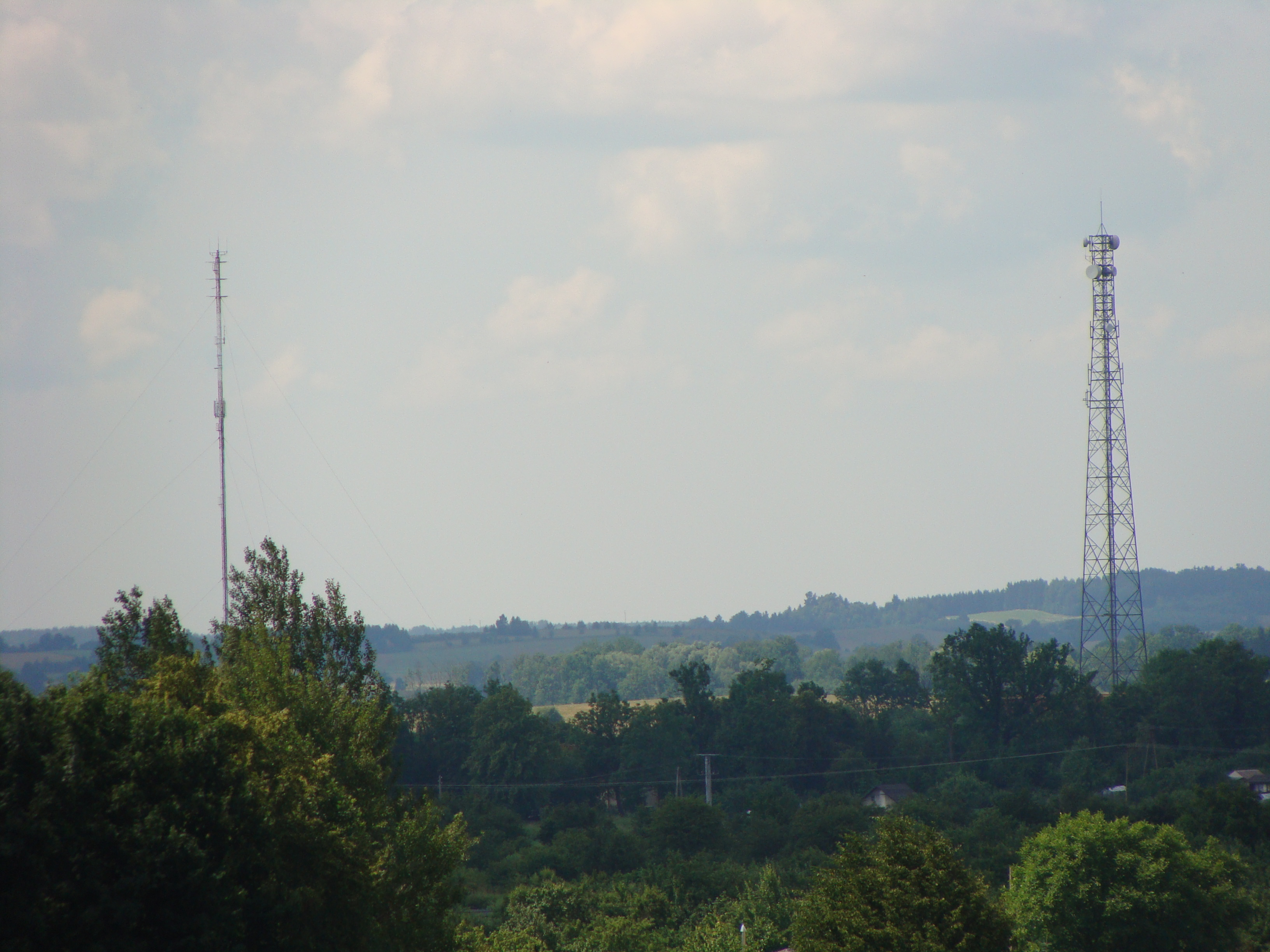
RON w Lidzbarku Warmińskim (po lewej) i maszt PLUS GSM (po prawej)
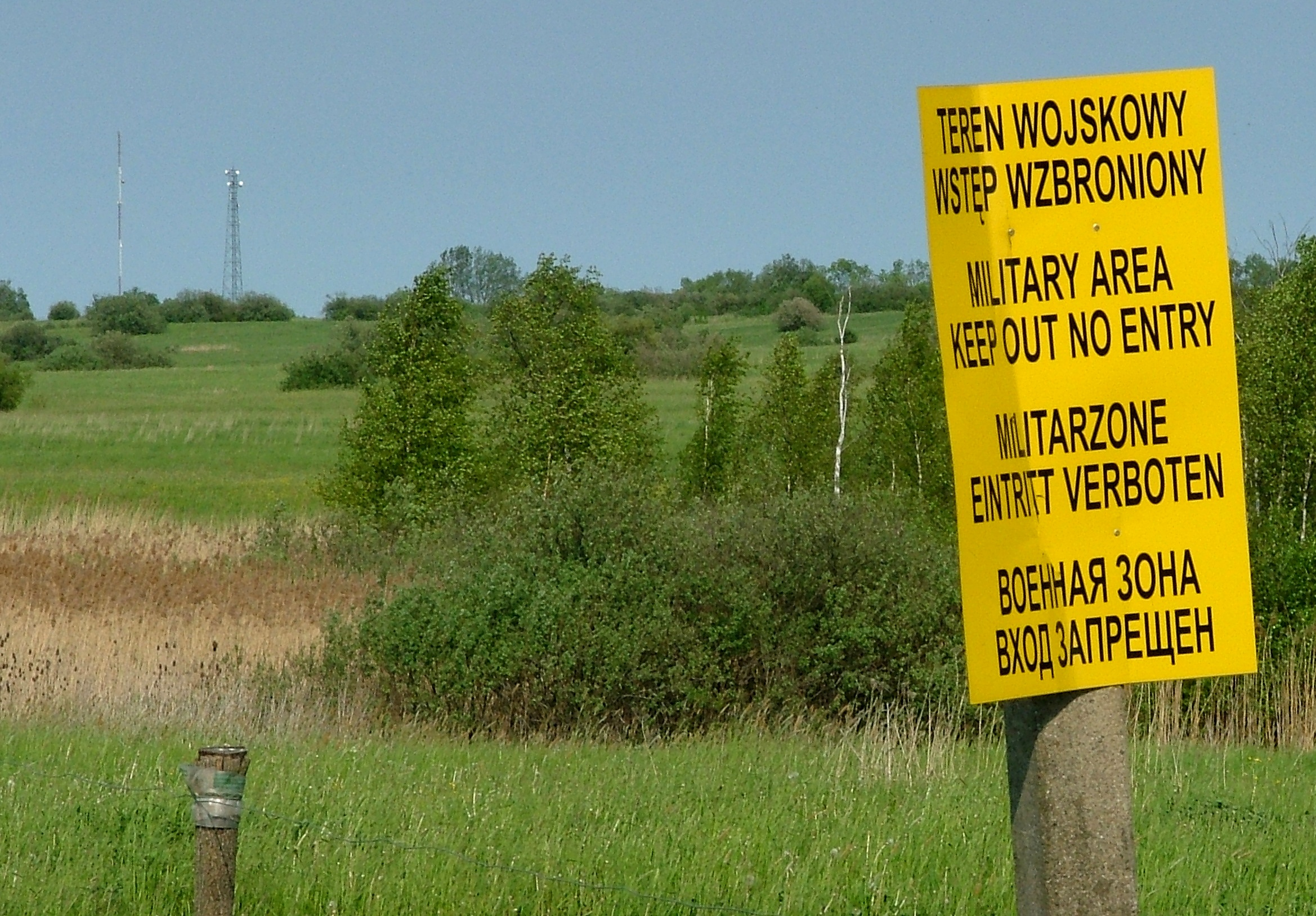
RON w Lidzbarku Warmińskim (po lewej)